# Leptotyphlops jacobseni
Espèce
Statut de conservation UICN

 LC  : Préoccupation mineure
Leptotyphlops jacobseni est une espèce de serpents de la famille des Leptotyphlopidae.

## Répartition
Cette espèce est endémique du Mpumalanga en Afrique du Sud.

## Étymologie
Cette espèce est nommée en l'honneur de Niels Jacobsen.

## Publication originale
- Broadley & Broadley, 1999 : A review of the Arican wormsnakes from South of Latitude 12°S (Serpentes: Leptotyphlopidae). Syntarsus, vol. 5, p. 1-36.